# Microtegeus variabilis
Microtegeus variabilis är en kvalsterart som beskrevs av Sandór Mahunka 1988. Microtegeus variabilis ingår i släktet Microtegeus och familjen Microtegeidae. Inga underarter finns listade i Catalogue of Life.